# Krapanj (sziget)
Krapanj (olaszul: Crappano) egy sziget az Adriai-tengerben, Horvátországban, Šibenik városától délre.

## Fekvése
Krapanj szigete az Adriai-tenger legalacsonyabb és legkisebb lakott szigete. Hosszúsága 600, szélessége 600 méter. Legmagasabb pontja sem haladja meg az 1,25 métert. Partvonalának hosszúsága 3,6 km. A szárazföldtől mindössze 300 m-re van. Északi részét erdő borítja, míg a déli részt alacsony bokrok és fű borítja. Az 1960-as években, több mint 1500 lakosával még ez volt az Adria legsűrűbben lakott szigete. Krapanj területe kevesebb mint fél négyzetkilométer. Ma Krapanjban mintegy 200 lakos él. Krapanj évszázados hagyományokkal rendelkezik a búvárkodás, a szivacshalászat és a horgászat terén.
Krapanj központja egy többnyire kőházakból álló település, amelyek keskeny kőutcák hálózatát alkotják, jellemzően a dalmát éghajlatra. A Szent Kereszt kolostor melletti évszázados fenyőerdő kiemelkedik ebből a hálózatból. A kolostor múzeumában több kiállítás található, amelyek Krapanj múltbeli életéről tanúskodnak.

## Története
Krapanj szigete a középkorban a šibeniki káptalané volt, amely 1436-ban eladta a bribiri Šubićok leszármazottjának Tomi Jurić šibeniki nemesnek. Jurić még ugyanebben az évben IV. Jenő pápa jóváhagyása után megkezdte egy kápolna felépítését. Végrendeletében a szigetet a ferencesekre hagyta
A krapanji kolostort 1446-tól a templommal párhuzamosan építették, majd 1626-ban a kolostort korszerűsítették, és késő reneszánsz stílusú kutat építettek. A kolostort a bosnyák ferences vikárius elképzelésének megfelelően építették. Ebédlőjében Francesco Santacroce (1511-1584) velencei festő „Az utolsó vacsora” című festménye látható. A kolostor könyvtára 23 ősnyomtatvánnyal rendelkezik. A templomban a Szűzanyát a kis Jézussal ábrázoló, a sienai iskolából származó festmény és egy olajfából készült feszület található, amelyet 1523-ban hoztak a Szentföldről. A feszület ajándékozását Juraj Petrović split kanonoknak tulajdonítják. Jézus korpusza hasonló a badijaihoz és a pridvorjeihez. A templomot 1523 május 5-én szentelték fel a Szent Kereszt tiszteletére. A kolostort később, 1652-ben bízták az egyházközségre.
Bár a szigetre költözni, földet eladni vagy adományozni nem volt szabad, török betörések és a lakosság biztonságosabb területekre, köztük a szigetekre történő beáramlásával Krapanjon új település jött létre. 1500 körül már körülbelül 200 falusi ház állt itt. Az oszmánoknak soha nem sikerült bejutniuk Krapanjra. A hagyomány úgy tartja, hogy a hódítókat visszaverték és a Krapanj és a szárazföld közötti csatornába vesztek. A sziget védelmében gyakran magukra voltak utalva, például 1652-ben, amikor Petar Musalić ferences atya állt a védelem élén.
Minthogy a szigeten sem ivóvíz, sem legelő, sem szántóföld nem volt, a normális élet fenntartása érdekében az újonnan érkezők nagyon gyorsan a tenger felé fordultak, ami túlélésüket biztosította. Voltak viszont gazdag olajfaligetek. Így az egyik utcában máig fennmaradt Sv. Lovre olajkereskedés portálja 1584-ből.
Ezekben az évszázadokban már velenceiek voltak a sziget urai, akik tolerálták más országok polgárait, ezért megtiltották a ferencesek betelepülését a török fennhatóság alatt álló területekről. Ezért a kolostor a dalmáciai Szent Jeromos tartományhoz tartozott.
1700-ban a Krétából érkezett Antun nevű görög szerzetes a szigetlakóknak szivacskészítést tanított. 1811-ben a szigeten általános iskolát nyitottak, amely a kolostor egyik termében 1888-ig működött, amikor egy tartományi általános iskola váltotta fel. A 19. század végén, 1893-ban megérkezett a szigetre az első nehéz búvárfelszerelés. Ugyanebben az évben megalapították a szivacsfeldolgozó szövetkezetet. A második világháború előtt, az 1960-as évek elejéig tizenöt-húsz búvárcsapat működött Krapanjban. Minden csapatnak saját hajója volt, amelynek 7–8 tagja volt, közülük ketten vagy hárman búvárok voltak.
Jugoszlávia megszállásának előestéjén Krapanjban állomásoztatták a Jugoszláv Királyság légierejének 26. századát. 1941 áprilisában a šibeniki régió többi részéhez hasonlóan a szigetet is a fasiszta Olaszország foglalta el és annektálta. Az olasz hatóságok csendőrállomást hoztak létre a szigeten. 1941. augusztus 2-án a krapanji kommunisták megbeszélést tartottak, amelyen megállapodtak abban, hogy csatlakoznak a partizánokhoz. Két nappal később, augusztus 4-én, a krapanjiak két egysége a Grebaštica-öböl fölé menetelt, ahonnan a Gornji Primošten irányába indultak, hogy egy Primošten-Krapanj különítményt alkossanak a primošteni önkéntesek csoportjával, amelynek aztán Boszniába kellett indulnia. A brodaricai tengerpart és a grebašticai emlékmű még mindig a helyi antifasiszta felkelés kezdetének időpontjára emlékeztet. 1942 júniusában létrehozták a helyi népi felszabadítási bizottságot, és szabotázsokat hajtottak végre (telefon- és távirati kábelek átvágása stb.). 1942 júliusában az olasz csendőrök őrizetbe vették és hajóval vitték a Molat-szigeten lévő koncentrációs táborba a partizánok családjainak 98 tagját: 12 férfit, 44 nőt, 15 egytől tíz éves gyermeket, valamint 27 11-18 éves gyermeket. 
1944 májusában Krapljanit a partizánok elleni tisztogatási művelet során csetnikek szállták meg. A német megszálló hatóságok megalakították a „Konrad” paramilitáris egységet, amely a split-šibeniki csetnik törzs különítményének mintegy 30 tagjából, szerbekből és horvátokból állt. Zablaćei székhelyükről behatoltak azokba a falvakba és szigetekre, amelyek szimpatizáltak a partizánokkal, vagy ellenőrzésük alatt álltak. Kifosztották és terrorizálták őket. Ma emléktábla van azon a helyen ahol 1944. május 26-án a krapanji népi felszabadító bizottság elnökét, Šime Tanfart meggyilkolták. A bűncselekmények áldozatait a krapanji temetőben egy 1678-ból származó kőkereszt tövében temették el. A második világháború alatt mintegy 250 krapanji harcos küzdött a partizán egységekben, ebből 28-an estek el. Krapanjban 19 áldozata volt a fasiszta terrornak.
A szigetlakók szenvedéseinek a háború után sem szakadt vége. A kommunista rendszer a krapanjiakat elüldözte. Volt, akinek sikerült elmenekülni, volt aki az Adria mélyén pusztult el, és volt akit a kommunista rendszer az állam ellenségeként elfogott és elítélt. A sziget 1959-ben kapott áramot. A 20. század második fele óta nagy infrastrukturális beruházások zajlanak a szigeten, amelyek megkönnyítik a helyiek életét. A kapott áram mellett 1963-1964-ben vízvezetéket építettek, 1967-től 1972-ig pedig a sziget útjait betonozták és aszfaltozták.
Az elvándorlás az egész világon folytatódott, különösen Ausztráliába, Kanadába, az Egyesült Államokba és Nyugat-Európába. A Krapanjból származó emigránsok időnként eljutnak a szigetükre, néhány emigráns vissza is tért a megszerzett tőke és tudás befektetésére. Így a régi szivacsszövetkezet helyén felépítették a négycsillagos "Spongiola" szállodát, amelyet elsősorban búvárturizmusnak szántak.

## Fordítás
Ez a szócikk részben vagy egészben  a   Krapanj című horvát Wikipédia-szócikk ezen változatának fordításán alapul.  Az eredeti cikk szerkesztőit annak laptörténete sorolja fel. Ez a jelzés csupán a megfogalmazás eredetét és a szerzői jogokat jelzi, nem szolgál a cikkben szereplő információk forrásmegjelöléseként.